# سریانه
سریانه (به عربی: سریانة) یک شهرداری در الجزایر است که در استان باتنه واقع شده‌است.